# Zubereitungen zum Spülen
Zubereitungen zum Spülen (lateinisch Praeparationes ad irrigationem) ist der Name einer Monographie des Europäischen Arzneibuches. Sie legt die Qualitätsanforderungen fest für arzneiliche Zubereitungen, die zum Spülen von Wunden, Körperhöhlen und -oberflächen vorgesehen sind. Es handelt sich dabei um wässrige Lösungen mit einem großen Volumen, die einen oder mehrere Wirkstoffe, Elektrolyte oder osmotisch aktive Substanzen enthalten können.

## Anwendung
Die Zubereitungen zum Spülen dienen der mechanischen Reinigung von Körperhöhlen, Wunden und Oberflächen. Zum Beispiel können vor chirurgischen Eingriffen die Oberflächen mit einer geeigneten Zubereitung zum Spülen gereinigt werden. Zur optimalen Wundbehandlung sollte bei jedem Verbandwechsel eine Wundspülung durchgeführt werden, um Beläge, Nekrosepartikel, Schmutz, Keime, Verbandrückstände, Zelltrümmer von Wundrand und Wundgrund und Toxine aus der Wunde auszuschwemmen, sowie eine Wundbeurteilung zu ermöglichen. Sie ist in allen Wunden und Wundstadien anzuwenden, damit Infektionen reduziert oder vermieden werden können. Um Reizungen zu vermeiden, können die Zubereitungen vor der Anwendung auf Körpertemperatur erwärmt werden. Die Temperatur sollte jedoch mindestens bei 28 °C liegen.
Häufig werden die 0,9-prozentige Natriumchlorid- und die Ringerlösung als Zubereitungen zum Spülen verwendet. Bei längerer Spülanwendung oder Dauerbenetzung kann es bei Gabe von Natriumchloridlösung zu Elektrolytverschiebungen kommen, womit durch einen Wechsel auf Lösungen, die wesentliche Ionen des Extrazellularraums enthalten, wie die Ringerlösung, vorgebeugt werden kann. Ringerlösung wird durch Auflösen von Natriumchlorid, Kaliumchlorid und Calciumchlorid in Wasser für Injektionszwecke hergestellt und kann je nach Variante (Ringer-Lactat-, Ringer-Acetat-Lösung) zusätzlich Natriumhydrogencarbonat, Natriumacetat oder Natriumlactat sowie Magnesiumchlorid enthalten.
Bei infektiösen Wunden können zusätzlich Wundantiseptika angewendet werden. Sie zerstören die Bakterienzellwand und hemmen deren Enzymaktivität. Da sie auch gesundes Gewebe angreifen, sollten sie nicht übermäßig angewendet werden. Antiseptika wie Polyhexanid, Decylenamidpropyl, Betain und Octenidin haben ein breites Wirkspektrum, Resistenzen und Allergien sind nicht bekannt und die Wundheilung wird nicht nennenswert beeinflusst. Sie sind farblos und beeinträchtigen somit nicht die Beurteilung der Wunde.

## Hilfsstoffe
Durch den Zusatz von Elektrolyten (z. B. Natriumchlorid, Kaliumchlorid und Calciumchlorid) können Spüllösungen an die Blutisotonie angepasst und auf den physiologischen pH-Wert des Blutes eingestellt werden.
Wirkstofffreie Spüllösungen für Körperhöhlen und Wunden, wie z. B. Hämodialyselösungen zählen zu den Medizinprodukten.
Besteht die Zubereitung nur aus Wasser für Injektionszwecke, kann sie als Wasser zum Spülen bezeichnet werden.

## Behältnisse
Die Zubereitungen werden in Einzeldosenbehältnissen abgepackt, bei denen das Benutzen von Infusionsbesteck nicht möglich ist, um eine Verwechslung mit einer intravenösen Infusion zu vermeiden. Die Behältnisse müssen so beschaffen sein, dass ein Eindringen von Mikroorganismen nicht möglich ist.
Das Nennvolumen der Zubereitung muss aus dem Behältnis entnommen werden können.

## Anforderungen
Zubereitungen zum Spülen müssen steril und pyrogenfrei und bei einer visuellen Prüfung klar und frei von Teilchen sein. Die Anzahl der Bakterien-Endotoxine muss unter 0,5 I.E. pro Milliliter Lösung liegen. In den meisten Fällen sind die Zubereitungen an den physiologischen pH-Wert des Blutes zwischen 7,36 und 7,42 und an die Blutisotonie angepasst und damit reiz- und schmerzlos. Sie dürfen nicht gewebeschädigend oder ätzend sein.
Die Zubereitungen sind nur zur einmaligen Anwendung bestimmt. Reste müssen nach der Anwendung entsorgt werden.